# Moba, Gansu
Moba (kinesiska: 磨坝) är en etnisk minoritetssocken för tibetaner i nordvästra Kina. Den ligger i stadsdistriktet Wudu i staden Longnan i provinsen Gansu, omkring 330 kilometer söder om provinshuvudstaden Lanzhou. Antalet invånare är 5 265. Befolkningen består av 2 467 kvinnor och 2 798 män. Barn under 15 år utgör 18,0 %, vuxna 15-64 år 71 %, och äldre över 65 år 9,0 %.